# Alexander Nevski-kathedraal (Kamjanets-Podilsky)
De Alexander Nevski-kathedraal (Oekraïens: Олександро-Невський собор) is een Oekraïens-Orthodoxe kathedraal in de Oekraïense stad Kamjanets-Podilsky. De kathedraal betreft een getrouwe reconstructie van de in de jaren 30 door de bolsjewieken opgeblazen kerk.

## Geschiedenis
De kathedraal werd destijds gebouwd ter gelegenheid van de 100ste verjaardag van de toetreding van Podolië tot het Keizerrijk Rusland. Op 24 november 1897 vond de wijding van de kathedraal plaats. In totaal kostte de bouw en de aankleding van de kerk meer dan 100.000 roebel.
Door haar grandeur werd de kathedraal een van de mooiste en meest monumentale kerken van de stad. Het bouwwerk was opgetrokken in neo-byzantijnse stijl, had een grote hoofdkoepel met aan elke zijde een halve koepel. Boven de westelijke ingang bevond zich een kleine klokkentoren. Het hoofdaltaar was gewijd aan de heilige Alexander Nevski, het zuidelijke altaar werd gewijd aan de heilige Catharina, patroonheilige van Catharina de Grote, onder wier regering Podolië werd herenigd met Rusland) en het noordelijk altaar aan de heilige Nicolaas.

## Sovjet-periode
In de 19e eeuw telde de stad Kamjanets-Podilsky ongeveer vijftig kerken. Van dit aantal kerken overleefde slechts een fractie het antireligieuze overheidsbeleid tijdens de Sovjet-periode. De rijkste en mooiste kerken werden in de jaren 30 vernietigd. Hieronder waren de Kazankathedraal, de Johannes de Doperkerk, de Drie-eenheidskerk, de Armeense Sint-Michaëlkerk en ook de Alexander Nevski-kathedraal.

## Herbouw
Vanaf het jaar 1998 werd de kathedraal aan de hand van oude afbeeldingen weer in al haar pracht herbouwd. De wijding van de gereconstrueerde kathedraal vond plaats op 12 september 2011. De reconstructie werd mogelijk gemaakt door donaties van burgers. Tegenwoordig is de kathedraal weer een van de belangrijkste bezienswaardigheden van de stad.